# Calamagrostis chrysophylla
Calamagrostis chrysophylla là một loài thực vật có hoa trong họ Hòa thảo. Loài này được (Phil.) Govaerts mô tả khoa học đầu tiên năm 1999.